# Степ (фільм)
«Степ» (рос. «Степь») — радянський кінофільм 1977 року, режисера Сергія Бондарчука, знятий в Хомутовському степу за мотивами однойменної повісті А. П. Чехова.

## Сюжет
Екранізація однойменної повісті Антона Чехова. Хлопчик Єгорушка їде в чуже місто, вступати до гімназії. Позаду залишилися будинок, любляча мати, а попереду — невідомо що. Везуть Єгора дядько, провінційний купець Кузьмичов, і дідок священник отець Христофор. Насправді дорослі їдуть по своїх справах, пов'язаних з продажем вовни, а синочка сестри Кузьмичов взяв вже заодно. Кузьмичов і батько Христофор сподіваються нагнати в степу таємничого ділка Варламова. Спекотними літніми днями по степу їхати важко, тому основні відстані краще долати вночі, по прохолоді. Хлопця ж ночі хилить в сон. Дядько залишає Єгора під опікою мужиків, що повільно йдуть з обозом якраз в напрямку потрібного міста. Поки обоз дотягнеться до міста, багато чого трапиться. Сутички мужиків між собою, несподівана поява в нічному степу мисливця Костянтина і, звичайно, страшна нічна гроза в степу — все це у свідомості дитини набуває масштаб цілого життя, прожитого поза домашнім маленьким світом.

## У ролях
- Олег Кузнецов —  Єгорушка
- Володимир Сєдов —  Кузьмичов
- Микола Трофімов —  отець Христофор
- Сергій Бондарчук —  Омелян
- Іван Лапиков —  Пантелей, мандрівник
- Георгій Бурков —  Вася
- Станіслав Любшин —  Костянтин Звоник
- Інокентій Смоктуновський —  Мойсей Мойсейович
- Анатолій Васильєв —  Димов
- Валерій Захар'єв —  Стьопка
- Ігор Кваша —  Соломон Мойсейович
- Ліліан Малкіна —  Роза
- Віктор Мамаєв —  Дениска
- Ірина Скобцева —  графиня Драницька
- Олена Савченко —  Настасья Петрівна
- Наталія Андрейченко —  дівка на снопах
- Михайло Глузський —  Варламов
- Михайло Кокшенов —  Кирюха
- Василь Ліванов —  Казимир
- Євген Гуров —  чабан

## Знімальна група
- Режисер — Сергій Бондарчук
- Сценарист — Сергій Бондарчук
- Оператор — Леонід Калашников
- Композитор — В'ячеслав Овчинников
- Художники — Віктор Петров, Юрій Фоменко